# Nightwish
Nightwish je finski simfonijski metal sastav, osnovan 1996. godine u gradu Kitee. Osnivači su mu klavijaturist Tuomas Holopainen, gitarist Emppu Vuorinen i bivša vokalistica Tarja Turunen. Nightwish trenutno ima pet članova. Iako je Nightwish u svojoj zemlji poznat još od izlaska njihovog prvog singla, “The Carpenter” (1997.) i albuma prvijenca Angels Fall First, ali nisu postigli svjetsku slavu sve do izlaska albuma Oceanborn, Wishmaster i Century Child, koji su objavljeni 1998., 2000. i 2002. godine. Njihov album iz 2004 godine, Once, prodan je u više od milijun primjaraka. U svibnju 2007. godine,  otkriveno je da će bivša pjevačica švedskog sastava Alyson Avenue, Anette Olzon zamijeniti Tarju. U jesen 2007. objavljen je album Dark Passion Play, koji je prodan u 2 milijuna kopija. Njihova najduža turneja pod nazivom Dark Passion Play World Tour, započela je 6.listopada 2007. u Tel Avivu (Izrael), a završila je 19. rujna 2009. u Helsinkiju. Njihov sedmi studujski album Imaginaerum objavljen je 2. prosinca 2011. u Europi.
Nightwish je najuspješniji finski sastav s više od 7 milijuna albuma prodanih širom svijeta, a prikupili su više od 60 zlatnih i platinastih nagrada.
Nightwish svira glazbu koja se može ubrojiti u power metal i simfonijski metal. Jedan su od sastava koji je oblikovao simfonijski metal, skupa sa sličnim sastavima kao što su Epica, Therion, Visions of Atlantis te Within Temptation.

## Životopis
Nightwish je osnovan u srpnju 1996. Prvi članovi su bili Tuomas, Emppu i Tarja. Prve 3 akustične pjesme "Nightwish" (po kojoj je sastav dobio ime), "The Forever Moments" i "Etiäinen" snimljene su te godine. 
1997. godine u sastav dolazi Jukka Nevalainen, bubnjar, a akustična gitara je zamijenjena električnom. U travnju 1997., snimljen je album "Angels Fall First". Krajem 1997. održavaju prvi koncert u Kiteeu. U svibnju 1998. snimljen je video "The Carpenter". Kasnije se basist Sami Vänskä, stari Tuomasov prijatelj pridružio sastavu. Novi album, Oceanborn, izdan je 7. prosinca 1998. Godine 1999. snimljen je singl "Sleeping Sun".
2000. se s pjesmom "Sleepwalker" prijavljuju za finsko natjecanje za Euroviziju i završavaju na 2. mjestu. U svibnju 2000. godine izdan je novi album Wishmaster.U ljeto te godine Tarja se potajno udaje za svog menadžera (Marcelo Cabuli). 2001. izdan je album Over The Hills And Far Away na kojem su gosti bili Tony Kakko (vokalist power metal sastava Sonata Arctica)i Tapio Wilska. Snimljen je DVD From Wishes To Eternity. Pred kraj 2001. Tuomas je zamolio Samija da napusti sastav. Zamijenio ga je basist Marco Hietala (Tarot, ex-Sinergy (napustio je Sinergy zbog Nightwish-a)) koji je uz sviranje bas-gitare bio i muški vokal. 2002. je izdan album Century Child. Kasnije je snimljen video "Bless The Child". 
2003. Nightwish su izdali novi DVD End of Innocence. Također te godine uzimaju stanku. Tarja nastavlja studij u Njemačkoj, a Tuomas privremeno odlazi u For My Pain... 
U lipnju 2004. je izdan novi album Once.
2005. izdali svu svoj Best of album pod nazivom Highest Hopes - Best Of koji osvaja zlatnu ploču. 2006. je izdan DVD End Of An Era čije ima jedno posebno značenje, jer je nakon koncerta koji je na tom DVD-u Tarji uručeno pismo kojim je Tuomas, Jukka, Emppu i Marco obavještavaju da više nije član sastava.
2007. švedska pjevačica Anette Olzon postaje nova pjevačica. Prvi singl s Anette zove se "Eva" i dostupan je isključivo preko interneta, a sva zarada europske prodaje pjesme će biti donirana u humanitarne svrhe. Sljedeći je izašao u kolovozu 2007. pod nazivom "Amaranth"  i najnoviji Bye Bye Beautiful. Novi album se zove Dark Passion Play a izašao je rujna 2007. 
2. travnja 2009. Nightwish je prvi put nastupio u Hrvatskoj. Nastupili su u Zagrebu u dvorani Dražena Petrovića (Cibona), pred oko 5000 obožavatelja.
2011. Snimljen je novi album "Imaginaerum"

## Članovi

### Sadašnji članovi
- Tuomas Holopainen - klavijature
- Erno "Emppu" Vuorinen - gitara
- Marco Hietala - bas-gitara, vokali
- Jukka "Julius" Nevalainen - bubnjevi
- Floor Jansen - vokali
- Troy Donockley - flauta

### Bivši članovi
- Tarja Turunen - vokali (1996. – 2005.)
- Sami Vänskä - bas-gitara (1998. – 2001.)
- Anette Olzon - vokali (2007. – 2012.)

### Gosti
- Samppa Hirvonen - bas-gitara (uživo 1997.)
- Marjaana Pellinen - pozadinski vokali (uživo 1997.)
- Tony Kakko (Sonata Arctica) - Over The Hills And Far Away; From Wishes To Eternity
- Tapio Wilska (ex-Finntroll, Sethian) - Oceanborn; Over The Hills And Far Away; From Wishes To Eternity
- Ike Vil (Babylon Whores) - vokali u The Kinslayer, Wishmaster
- John Two-Hawks - Once; End Of An Era
- Sam Hardwick - Wishmaster; Century Child (Dead Boy)

## Diskografija

### Albumi i EP
- Angels Fall First (1997.)
- Oceanborn (1999.)
- Wishmaster (2000.)
- Over The Hills And Far Away (2001.)
- Century Child (2002.)
- Once (2004.)
- Dark Passion Play (2007.)
- Imaginaerum (2011.)
- Endless Forms Most Beautiful (2015.)
- Human. :II: Nature. (2020.)
- Yesterwynde (2024.)

### Kompilacije
- Wishmastour (2000.)
- Tales From The Elvenpath (2004.)
- Bestwishes (2005.)
- Highest Hopes (2005.)
- The Sound of Nightwish Reborn (2008.)
- Lokikirja (2009)
- Walking in the Air – The Greatest Ballads (2011)
- Decades (2018)

### DVD
- From Wishes To Eternity (2001.)
- End Of Innocence (2003.)
- Once (DVD Audio)
- End Of An Era (2006.)
- Showtime, Storytime (2013.)
- Endless Forms Most Beautiful – Tour Edition (2015)
- Vehicle of Spirit (2016)

### Singlovi
- "The Carpenter" (1997)
- "Sacrament Of Wilderness" (1998)
- "Walking In The Air" (1999)
- "Sleeping Sun" (1999)
- "Deep Silent Complete" (2000)
- "Ever Dream" (2002)
- "Bless The Child" (2002)
- "Nemo" (2004)
- "Wish I Had An Angel" (2004)
- "Kuolema Tekee Taiteilijan" (2004)
- "The Siren" (2005)
- "Sleeping Sun 2005" (2005)
- "Eva" (2007)
- "Amaranth" (2007)
- "Bye Bye Beautiful" (2008)
- "The Islander" (2008)
- "Storytime" (2011)
- "The Crow, the Owl and the Dove" (2012)
- "Élan" (2015)
- "Endless Forms Most Beautiful" (2015)
- "Alpenglow" (2015)
- "My Walden" (2016)
- "Noise" (2020)
- "Harvest" (2020)

## Vanjske poveznice
- Nightwish službena stranica
- Hrvatska Nightwish stranica
- Forum Hrvatske Nightwish stranice  Arhivirana inačica izvorne stranice od 20. ožujka 2015. (Wayback Machine)